# Svømmerventil
Svømmerventil er en ventil der lukker ved en bestemt vandstand.
Svømmerventiler benyttes ved tilløbet til toiletters cisterne, hvor ventilen sørger for at fylde cisterne indtil vandet når en indstillet vandstand.
En svømmerventil kan fungere ved at en flyder er forbundet via en vægtstang (flyderarm) til ventilen (indløbsventilen). Når vandet stiger presses flyderen opad og ventilens stempel presses ind mod indløbsventilens udløbshul og lukker for vandet. 
Ved andre svømmerventiler er flyderen forbundet via vægtstangen til en pilotventil hvor mekanismen også har en gummimembran.
Toiletters svømmerventil har gerne en mulighed for at indstille den vandstand hvor ventilen skal lukke for vandtilførslen.
"Løber" et toilet kan det være fordi at svømmerventilens ventil ikke slutter tæt, f.eks. hvis kalk har sat sig på ventilens stempel. Dette medfører at ventilen fortsætter med at være åbne selv om flyderen presser ventilen til at lykke. Cisternens vand fortsætter med at stige indtil niveauet for cisternens overløbsrør nås.
For svømmerventiler med pilotventil kan gummibælgen gå i stykker.
Svømmerventiler til toiletter fremstilles af blandt andet Geberit, OKA og Gustavsberg.
Som system er svømmerventilen eksempel på negativ tilbagekobling.